# Мъскингъм
Окръг Мъскингъм (на английски: Muskingum County) е окръг в щата Охайо, Съединени американски щати. Площта му е 1743 km², а населението - 84 585 души (2000). Административен център е град Зейнсвил.